# Marise Payne
Marise Ann Payne (ur. 29 lipca 1964 w Sydney) – australijska polityk, członkini Liberalnej Partii Australii (LPA). Od 1997 senator ze stanu Nowa Południowa Walia. Od 21 września 2015 do 23 maja 2022 zajmowała stanowiska ministerialne. Była kolejno ministrem obrony, ds. kobiet oraz spraw zagranicznych Australii. Piastując funkcję minister obrony była pierwszą w historii kobietą powołaną na to stanowisko. 

## Życiorys

### Kariera polityczna
Jest absolwentką studiów prawniczych na University of New South Wales. W latach 1989–1991 była pierwszą kobietą na stanowisku federalnej przewodniczącej młodzieżówki LPA. Przez całe swoje zawodowe życie związana była z polityką jako doradca. W 1997 została wybrana do Senatu Australii w trybie przeprowadzonego przez parlament stanowy uzupełnienia składu delegacji senackiej Nowej Południowej Walii, co miało związek z rezygnacją senatora Boba Woodsa. W latach 2001, 2007 i 2013 uzyskiwała mandat mieszkańców stanu na kolejne kadencje. 
W latach 2013–2015 zajmowała stanowisko ministra ds. usług dla ludności (Minister for Human Services), jednak nie wchodziła w skład gabinetu. Została do niego awansowana we wrześniu 2015 przez nowego premiera Malcolma Turnbulla, który powierzył jej tekę ministra obrony. 

### Życie prywatne
Payne pozostaje formalnie niezamężna, jednak od wielu lat jej partnerem życiowym jest kolega partyjny Stuart Ayers, od 2014 wchodzący w skład rządu stanowego Nowej Południowej Walii.